# 戴槚
戴槚（？—？），字育之，号茂軒，浙江宁波府鄞县人，明朝学者。

## 生平
儒学者戴浩之子。戴浩年老辞官归乡，戴槚极尽孝顺，“旦夕省候”。弘治年間，以贡生授兴化府儒学训导。后升任连城儒学教谕，但马上上表自免辞职，请求归乡。回乡后即居里杜门不出，潜心学术。

## 家庭
其子戴鰲、戴鯨、戴鱀、戴䲀四同胞兄弟皆登进士，是明朝唯一一家诸子四同胞进士。

## 著作
- 《茂軒稿》